# 烏爾比翁峰

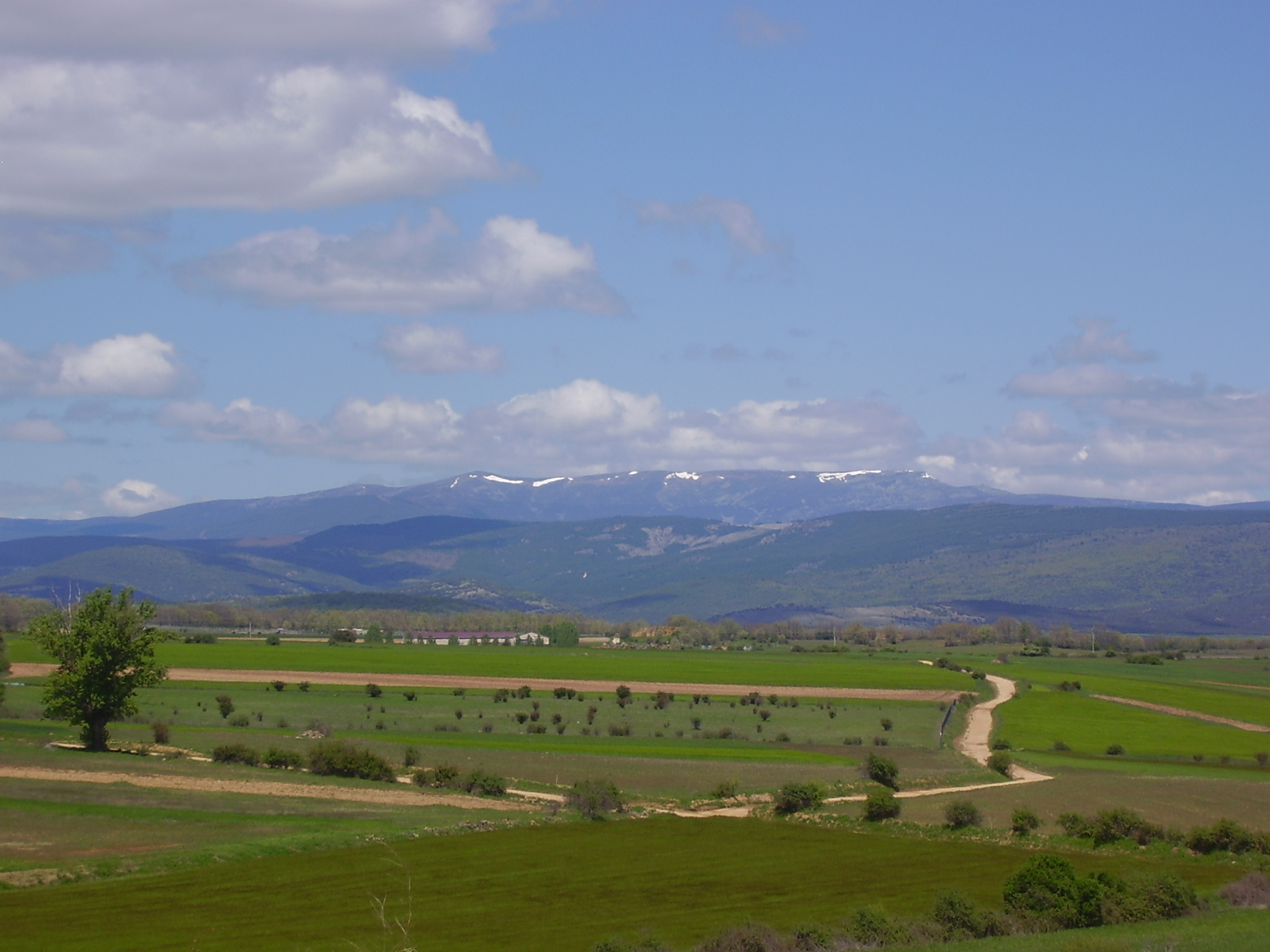

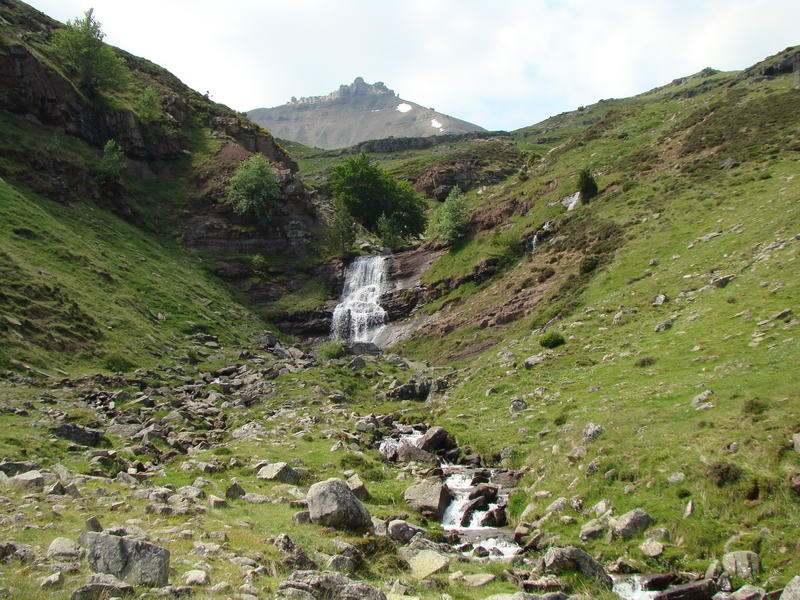

42°0′30″N 2°51′52″W / 42.00833°N 2.86444°W
烏爾比翁峰（西班牙語：Picos de Urbión），是西班牙的山峰，處於德曼達山脈以南，屬於伊比利亞山脈的一部分，最高點海拔高度2,228米，每年十月至翌年五月被冰雪覆蓋。